# Xã khu Mỹ Tế

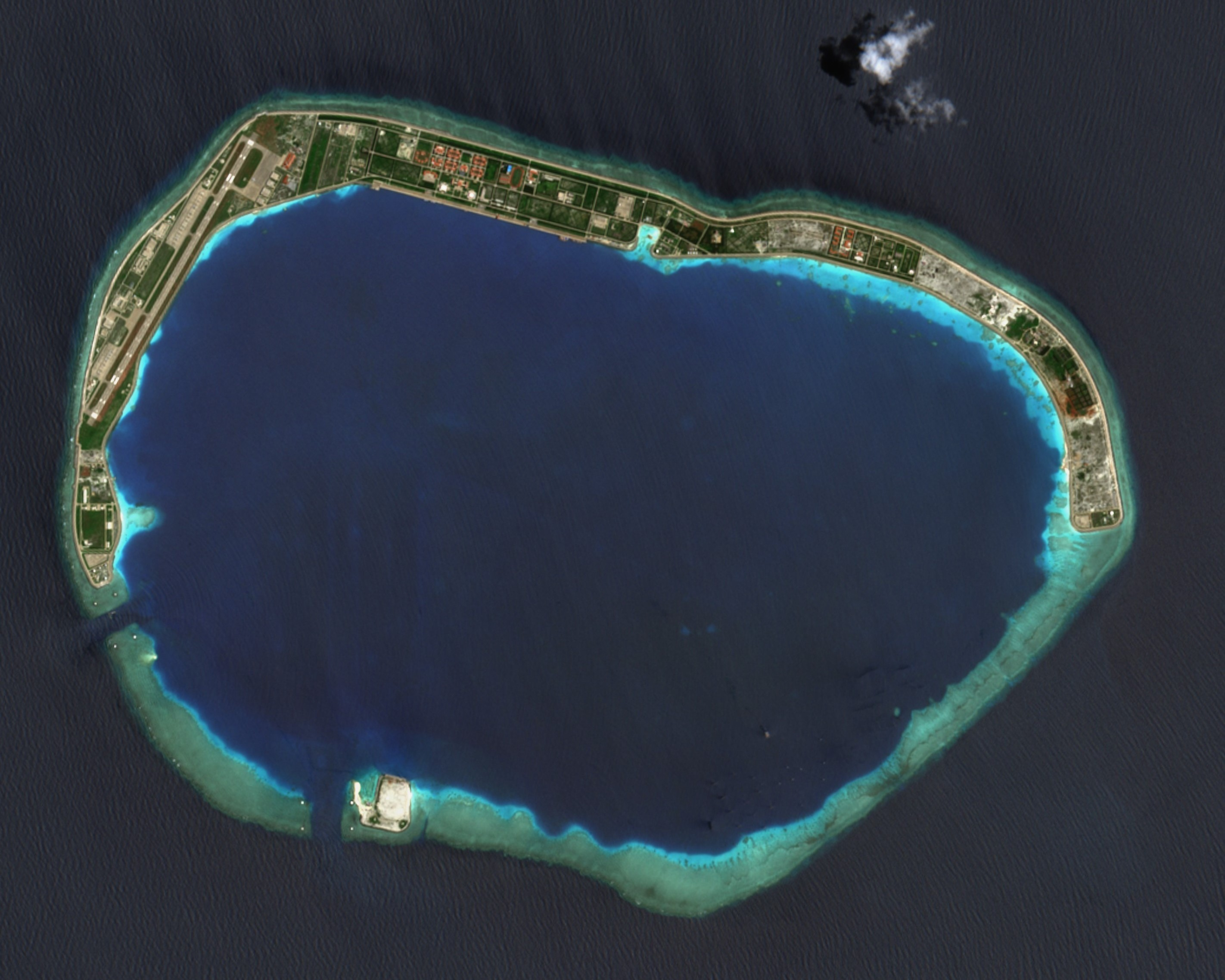
Đảo Vành Khăn.

Xã khu Mỹ Tế (tiếng Trung: 美济社区, bính âm: Meiji Shequ, Hán Việt: Mỹ Tế xã khu) là một xã khu (tương đương cấp thôn, tổ dân phố ở Việt Nam) do Trung Quốc lập trên đá Vành Khăn thuộc quận Nam Sa, thành phố Tam Sa, tỉnh Hải Nam.
Quận Nam Sa được Trung Quốc (tương ứng với huyện đảo Trường Sa, đơn vị hành chính theo phía Việt Nam) chia làm 2 đơn vị cấp thôn là: Hư nghĩ trấn Vĩnh Thử Tiêu (永暑礁虛擬鎮) có trụ sở tại đảo nhân tạo trên đá Chữ Thập và xã khu Mỹ Tế (美济社区) có trụ sở tại đảo nhân tạo trên đá Vành Khăn.
Xã khu Mỹ Tế bao gồm đảo đá Vành Khăn, Trung Quốc gọi là đảo Mỹ Tế (美济岛) và các đảo, đá phụ cận. Trên đảo này có đặt trụ sở hành chính của xã khu này.

## Lịch sử
Vào ngày 5 tháng 12 năm 2012, xã khu Mỹ Tế của quận Nam Sa, thành phố Tam Sa chính thức được thành lập. 53 ngư dân bảo vệ rạn san hô đã trở thành nhóm dân đầu tiên của xã khu này.
Vào tháng 6 năm 2015, sau khi Trung Quốc hoàn thành việc cải tạo đất trên bãi đá Vành Khăn, họ đã xây dựng tòa nhà văn phòng của Ủy ban Cư dân xã khu Mỹ Tế trên đảo nhân tạo và xây dựng các ngôi nhà gỗ cho dân làng sinh sống.